# Rivière Bernier (rivière Saint-Maurice)
Pour les articles homonymes, voir Bernier et rivière Bernier.
La rivière Bernier est un affluent de la rivière Saint-Maurice, coulant sur la rive nord du fleuve Saint-Laurent, entièrement dans la municipalité de Saint-Boniface, dans la municipalité régionale de comté (MRC) de Maskinongé, dans la région administrative de la Mauricie, au Québec, au Canada.
Le cours de la rivière Bernier descend généralement vers le sud-est, en zone forestière ou agricole. Son cours passe entre le village de Saint-Boniface et la ville de Shawinigan.
La surface de la rivière est généralement gelée de la mi-décembre à la fin mars. La circulation sur la glace est généralement sécuritaire de la fin décembre au début mars. Le niveau d'eau de la rivière varie avec les saisons et les précipitations.

## Géographie
La rivière Bernier prend sa source à l’embouchure du lac Martel (longueur : 0,5 km ; altitude : 181 m) dans Saint-Boniface. Cette source se situe à :
- 5,6 km au nord du centre du village de Saint-Boniface ;
- 4,7 km au nord du centre du village de Saint-Gérard-des-Laurentides ;
- 4,6 km au nord-ouest de la Baie de Shawinigan.

À partir de sa source, la rivière Bernier coule sur 10,0 km, selon les segments suivants :
- 2,9 km vers le sud-est dans Saint-Boniface, jusqu’au pont ferroviaire du Canadien National ;
- 3,1 km vers le sud-est, en coupant la route 153 en fin de segment, jusqu’au pont de l'autoroute 55 ;
- 0,9 km vers le sud-est, en recueillant les eaux de la confluence de la rivière Blanche, jusqu’au chemin Bellevue ;
- 3,1 km vers le nord-est, jusqu’à sa confluence[2].

La rivière Bernier se déverse sur la rive ouest de la rivière Saint-Maurice dans Saint-Boniface en aval de la baie de Shawinigan. La confluence de la rivière Bernier est située à :
- 3,0 km en aval de la confluence de la rivière Shawinigan qui se déverse au pied du barrage de Shawinigan ;
- 3,8 km à l'est du centre du village de Saint-Boniface ;
- 4,7 km en aval du pont ferroviaire enjambant la rivière Saint-Maurice en amont du barrage La Gabelle.

## Toponymie
Le toponyme rivière Bernier a été officialisé le 6 mars 1975 à la Commission de toponymie du Québec.